# Pascendi Dominici Gregis
Pascendi Dominici Gregis («Кормление стада Господня») — папская энциклика обнародованная Папой Пием X, 8 сентября 1907 года.

## Содержание
Папа осудил модернизм и целый ряд других принципов, описанных как «эволюционные», которые позволили изменять римско-католическую догму. Пий X учредил комиссии, чтобы очистить клириков-богословов от воздействия модернизма и некоторых из его (литургических) последствий.
Католики-традиционалисты указывают на этот документ в качестве доказательства того, что Папы, предшествующие II Ватиканскому собору, были очень обеспокоены врагами христианства и проникновением человеческого фактора в Католическую церковь.
Литературным негром энциклики был Джозефа Лемиус — генеральный келарь Облатов Непорочной Девы Марии.